# Georg Gärtner
Georg Gärtner (* 18. Dezember 1920 in Schweidnitz, Provinz Niederschlesien; † 30. Januar 2013 in Longmont (Colorado)), auch bekannt als Dennis Whiles, war ein deutscher Kriegsgefangener aus dem Zweiten Weltkrieg in den USA.

## Biografie

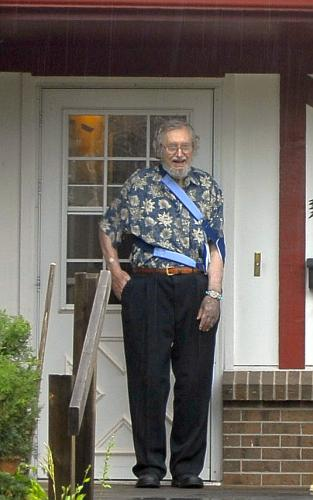
Gärtner im Alter von 89 Jahren (2009)

1943 wurde er als Soldat des deutschen Afrikakorps gefangen genommen und in die USA gebracht. Er wurde nach New Mexico in ein Kriegsgefangenenlager überführt. Den Gefangenen war nach Kriegsende unzutreffenderweise die Überführung in ihre Heimatorte angekündigt worden. Gärtner, dem die Vertreibung der Einwohner seiner Heimatstadt nicht bekannt war, meinte, Schweidnitz stünde inzwischen unter sowjetischer Besatzung. Im September 1945 floh er aus dem Kriegsgefangenenlager, um nicht nach Schweidnitz überstellt zu werden.
Nach seiner Flucht baute er sich unter dem Namen Dennis Whiles eine neue Identität auf, schlug sich anfangs als Tellerwäscher und Erntehelfer durch, wurde später Ski- und Tennislehrer und heiratete eine Amerikanerin. Nachdem er nach 20 Ehejahren seiner Frau seine wahre Identität gestanden hatte, stellte er sich 1985, vierzig Jahre nach seiner Flucht den Behörden, was sich in seiner Bezeichnung als Hitler’s Last Soldier in America ausdrückte.
In den 40 Jahren seiner Flucht hatte Gärtner zu den vom FBI meistgesuchten Personen gehört und war der einzige aus einem US-Camp geflohene deutsche Kriegsgefangene, der nicht gefasst wurde. Georg Gärtner bekam eine Aufenthaltserlaubnis und wurde im November 2009 in die USA eingebürgert, nachdem der Termin aufgrund verloren gegangener Unterlagen bei den Behörden mehrfach verschoben worden war. Er lebte in Boulder im US-Bundesstaat Colorado. Gärtner starb am 30. Januar 2013 in Longmont, Colorado.